# حزب العمال البولندي
حزب العمال البولندي ( (بالبولندية: Polska Partia Robotnicza)‏ ) كان الحزب الشيوعي في بولندا 1942-1948. تم تأسيسه كإعادة تشكيل للحزب الشيوعي في بولندا (KPP) وتم دمجه مع الحزب الاشتراكي البولندي (PPS) في عام 1948 لتشكيل حزب العمال البولندي المتحد (PZPR). منذ نهاية الحرب العالمية الثانية، حكم جمهورية بولندا الشعبية، حيث مارس الاتحاد السوفيتي نفوذاً معتدلاً.
قادمة من الاتحاد السوفيتي، مجموعة من الشيوعيين البولنديين بالمظلات في بولندا المحتلة في ديسمبر 1941. بإذن من جوزيف ستالين، في يناير 1942 أسسوا حزب العمال البولندي وهو حزب شيوعي جديد. أسس حزب الثورة الشعبية منظمة عسكرية حزبية، غوارديا لودوا، أعيدت تسميتها فيما بعد أرميا لودوا. في نوفمبر 1943، أصبح Władysław Gomułka سكرتير (الرئيس التنفيذي) للجنة المركزية لـPPR. في 1 يناير 1944، أنشأ الحزب مجلس الدولة الوطني (KRN)، الذي أعلن أنه برلمان في زمن الحرب في بولندا؛ وترأس بوليساو بيروت. في يونيو 1944، اعترف اتحاد الوطنيين البولنديين، وهو منافس للمنظمة البولندية الشيوعية العاملة في الاتحاد السوفيتي". كان PPR في البداية حزب صغير مع دعم هامشي. لقد نمت بسبب تحالفها مع الاتحاد السوفيتي المنتصر.